# Маска Ґай Фокса

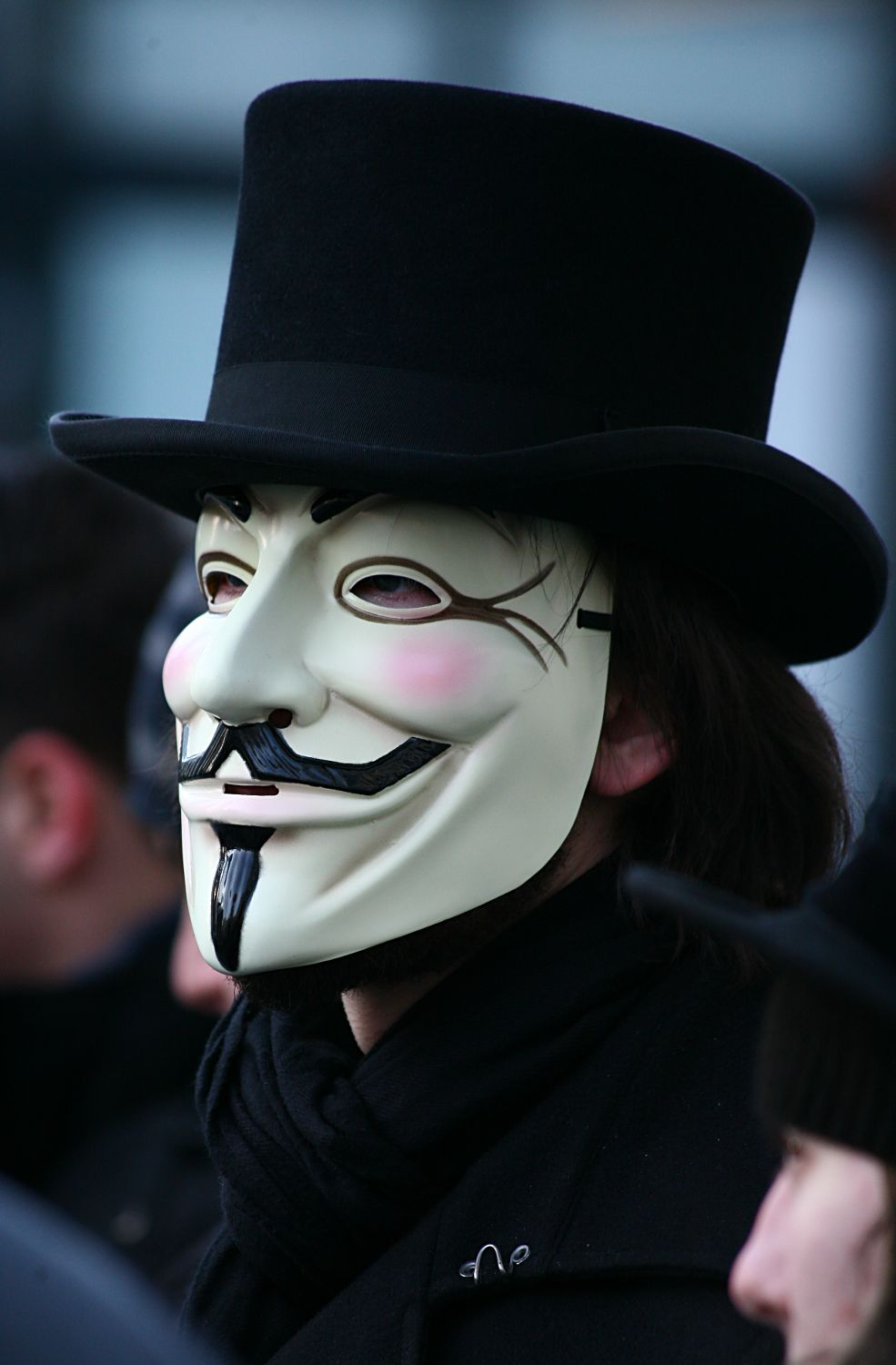
Учасник демонстрації у Франкфурті-на-Майні проти законопроєкту ACTA. «Маска Гая Фокса», вперше використана Анонімус в 2008 році, сама стала графічним інтернет-мемом і одним із символів спільноти Анонімус. Дизайн маски — художник-ілюстратор Девід Ллойд, 1982 рік.

Маска Ґай Фокса (англ. Guy Fawkes mask), також відома як Маска анонімусів, Маска Вендетта або просто Маска V — один з ключових символів протесту і боротьби проти корупції, нинішнього ладу і реформ влади на Заході, негативних з точки зору протестуючих, а також одним з найпопулярніших інтернет-мемів. Вперше з'явилася в англійському коміксі «V означає Вендетта», де її носив головний герой — V. Маска також є ключовим символом угруповання Анонімус, яку вони використовували під час акції протесту проти церкви саєнтології, скоївши масові зломи сайтів. Автор образу та дизайну маски — Девід Ллойд, ілюстратор коміксу.

## V означає Вендета
Вперше маска з'явилася в коміксі «V означає Вендетта». Дія відбувається в альтернативній нацистській Великій Британії, де свободи слова не існує. Люди з іншої національністю, віросповіданням і сексуальною орієнтацією переслідуються за законом, і їх відправляють в концентраційні табори. Проти режиму повстає таємнича людина в масці — V. Він як терорист веде підпільну боротьбу проти влади і, вмираючи, звільняє країну від тоталітаризму, стаючи національним героєм. До кінця сюжет так і не відкрив таємницю особистості V. До створення фільму маска не користувалася широкою популярністю.

## Ґай Фокс і маска

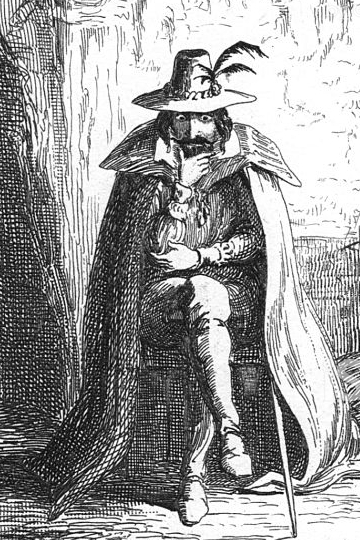
Зображення Гая Фокса

Маска зображує Ґая Фокса — англійського дворянина, що став знаменитим завдяки організації Порохової змови — терористичного акту проти короля Якова I Англійського 5 листопада 1605 року. Хоча він був лише одним з багатьох учасників змови, пізніше заарештували саме його, і під тортурами і страхом померти страшною смертю Ґай Фокс видав усіх своїх співучасників, які були негайно схоплені і страчені. Після цих подій Ґай Фокс століттями залишався головним символом змови в англомовних країнах. Творці коміксу вважали, що саме він стане ідеальним прототипом V, бо грає схожу роль — роль зрадника влади та терориста-одинака. Крім маски Ґая V носить перуку й костюм, що повторює стиль Фокса. Примітно, що в фіналі фільму V 5 листопада підриває з тріумфом британський парламент — саме те, що не вдалось зробити Ґаю Фоксу. А також на самому початку фільму показана сцена страти Ґая Фокса. Особлива атмосфера у фільмі підносить Ґая Фокса не як підлого і боягузливого зрадника, (якого таким традиційно вважали у Великій Британії століттями), а як людину, яка кинула виклик владі і боролася до кінця за свою правду, хоч і програв в підсумку. У фільмі головний герой V є явним шанувальником Ґая Фокса і згадує не раз про нього у розмові з Іві і під час своїх монологів, в тому числі і про порохову змові.
Одна з ключових фраз V, яку можна почути також на самому початку фільму: Пам'ятаємо, пам'ятаємо нe даремно п'ятий день листопада, і змову порохову. Нехай пам'ять про нього і вночі і вдень завжди залишається з тобою! .

## Популярність
Маска Гая Фокса стала одним з найвідоміших мемів в інтернеті, які уособлюють анонімність користувача. Символ часто використовується на іміджбордах, таких як 4chan. В YouTube при посланні чергового повідомлення, аноніми стали широко використовувати маски Гая Фокса, особливо під час демонстрацій або якщо вони зараховують себе до числа членів угруповання Анонімусів. Довгий час в інтернеті був популярний Інтернет-мем, який зображає примітивну фігурку людини з маскою Гая Фокса —  Epic Fail Guy  (або  EFG ).

Маска — символ анонімного інтернет-користувача

За даними The New York Times всього за рік компанією Rubies Costume було продано більше 100 тис. масок і 16 тис. в Британії. За кількістю куплених примірників маска побила майже всі рекорди, обігнавши маску Бетмена і Гаррі Поттера, але маска Дарта Вейдера все ще тримає першу позицію, однак за прогнозами вона що не довго буде очолювати рейтинг продажів і поступиться місцем масці Гая Фокса. Під час протестів 2011 року маска була доступна для покупки на сайті Amazon.com і стала найбільш продаваним товаром на той момент. Всього за рік були продані сотні тисяч примірників. Компанія Time Warner, будучи правовласником дизайну маски, отримувала величезні доходи від продажів.
За словами протестувальників, маска насамперед стала символом їхнього руху проти жадібності корпорацій, символом свободи і справедливості. Але при цьому учасники частіше за все не є прихильниками хіпі або соціалізму. Причина, чому маска стала популярною серед акцій протестів — насамперед особливий вплив фільму. За сюжетом, прихильники свободи надягали маски і влаштовували ходи, незважаючи на те, що через це їх відправляли в табори. До кінця фільму тисячі людей в масці направляються до парламенту Британії. Проте багато людей, в тому числі спеціаліст з коміксів Рич Джонсон, який брав участь у створенні фільму, впевнений, що маска уособлює насамперед тероризм і повалення влади насильницьким шляхом, що може викликати негативні асоціації у багатьох людей.
Творець образу маски — Девід Ллойд — вкрай позитивно відгукується про нову популярності маски. За його словами маска спочатку символізувала боротьбу проти істеблішменту, і він навіть порівняв її з знаменитої фотографією аргентинського революціонера Че Гевари, яка довгий час була головним символом протесту молоді. Девід Ллойд особисто відвідав акцію «Захопи Уолл-Стріт», щоб побачити, як люди ходять по вулицях у «його» масках.
Ось, що говорить сам Девід Ллойд:
 Маска Гая Фокса стала тепер розхожим брендом, свого роду зручною вивіскою, яку можна використовувати для протесту проти тиранії, і я радий, що люди нею користуються. Здається, такого раніше не було: щоб якийсь сучасний символ використовувався в такій якості. У мене таке відчуття, що група «Аноніми» потребувала такому собі всеосяжного символу, за який можна було б сховатися і який водночас висловлював би індивідуальність, — але ж «V означає Вендетта».
Г'юго Вівінг, виконавець ролі V в фільмі «V означає Вендетта» вважає, що:
 Фігура Гая Фокса стала маскою і, завдяки фільму, символом, який об'єднав багатьох людей, які прагнуть змін у суспільстві. Такий вплив окремої картини на громадську думку феноменальний. — 

## Акції протестів

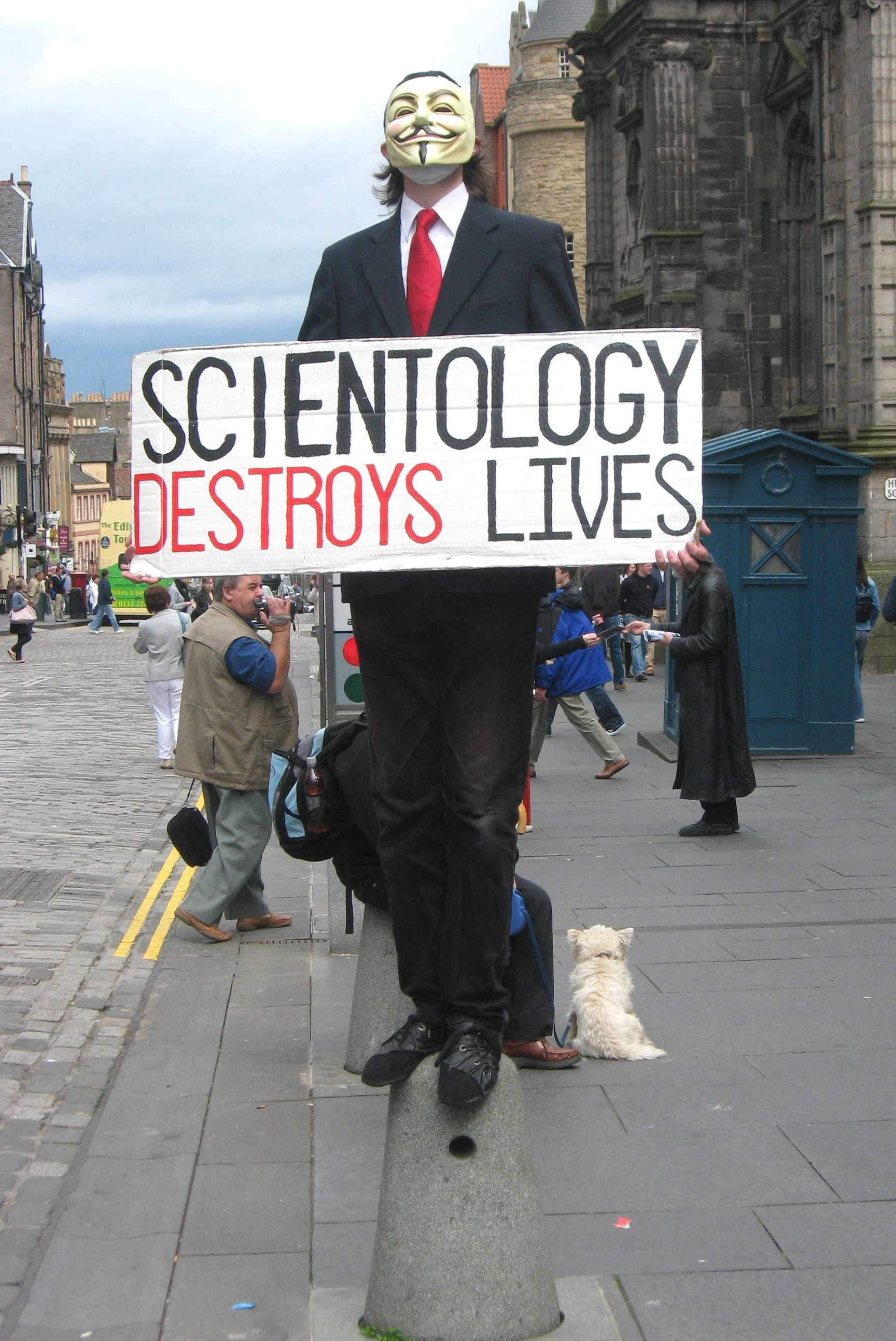
Під час протесту, проти церкви саєнтології, Напис говорить: «Саєнтологія знищує життя»

Вперше маска була використана популярною субкультурою хакерів — Анонімусами. Протестуючи проти діяльності церкви саєнтології. 50 осіб наділи маски і влаштували пікет біля церкви в Бостоні.
Пізніше безліч студентів надягло маски під час вуличних демонстрацій 13 травня, 2009 року після гучного скандалу про витрати в Парламенті Великої Британії, за яким колишній британський міністр і парламентарій від лейбористів Елліот Морлі в період з 2004 по 2007 рік незаконно придбав більш ніж 30 тисяч фунтів.
Коли в Америці проходили акції протесту «Захопи Уолл-стріт», тисячі людей виходили на марші, надягаючи маску Гая Фокса; це було перше по-справжньому масове використання масок, завдяки якому вона стала відомою не просто як «маска з фільму». Її надів також засновник інтернет-ресурсу Wikileaks Джуліан Ассанж під час акції «Окупуй Лондонську біржу», проте незабаром йому довелося зняти маску на вимогу поліції.
Після цих подій маски стали широко використовувати під час масових акцій протестів на Заході. Наприклад, проти нових законопроєктів, пов'язаних з інтернет-піратством і контрафактною продукцією, саме SOPA і ACTA.
В Індії, Мумбаї 10 червня 2012 року сотня студентів в чорних костюмах і масках зібралися біля Азад Майдан, протестуючи проти уряду Індії про введення цензури в Інтернеті.
1 липня 2012 року в Гонконзі пройшли масові акції протесту на захист демократичної свободи Китаю. За різними оцінками в ході взяло участь від 65 тисяч до 400 тисяч осіб. Учасники акції виступали проти спроби китайської влади обмежити свободу слова, ввести в місцевих школах патріотичні уроки, а також соціального розшарування населення. Під час акції протестів безліч студентів та молодих людей одягли маски Гая Фокса.
21 липня 2012 В Іспанії, Мадриді пройшли масові мітинги безробітних, студентів та школярів в масках Гая Фокса проти політичної і корупційної діяльності прем'єр-міністра Іспанії Маріано Рахой, після того, як він оголосив про загальне скороченні доходів цивільного населення на 65 мільйонів євро.

### Інтернет
З часом маска стала символом анонімусів, тому після багатьох атак на сайти група залишала просту картинку з зображенням маски на чорному тлі з фразою: «Ми — Анонімус. Ми — Легіон. Ми не прощаємо. Ми не забуваємо. Чекайте нас». Так, наприклад, за цей час були вчинені атаки на урядові сайти: Польщі, Австрії, Ірландії, Франції, Туреччини, Японії, Індії, Великої Британії, Ватикану, України, а також на сайти військових державних баз, інформацію переговорів між політиками і великими компаніями.
Французька компанія Early Flicker оголосила, що має намір «вкрасти» маску Гая Фокса, як новий символ знаменитої і найбільшої хакерської групи анонімусів, а також їх старий логотип із зображенням людини зі знаком питання замість голови і глобусом на задньому плані, зареєструвавши їх як торговельні марки. Проте представники субкультури, виклавши ролик на YouTube, пригрозили, що в знак помсти здійснять масові атаки через інтернет на систему компанії і зруйнують її зсередини.

### Заборона
В травні 2013 року уряд Саудівській Аравії оголосило маску Гая Фокса поза законом і ввів ембарго на її поставки в країну. Представники міністерства у справах ісламу пояснили це тим, що маска є символом «помсти і сепаратизму» і попередили, що «маска може дестабілізувати політичну ситуацію країни і посіяти хаос». 22 вересня 2013 року релігійна поліція заборонила носіння маски на вулиці за день до вісімдесят третього національного дня Саудівської Аравії.

## Галерея

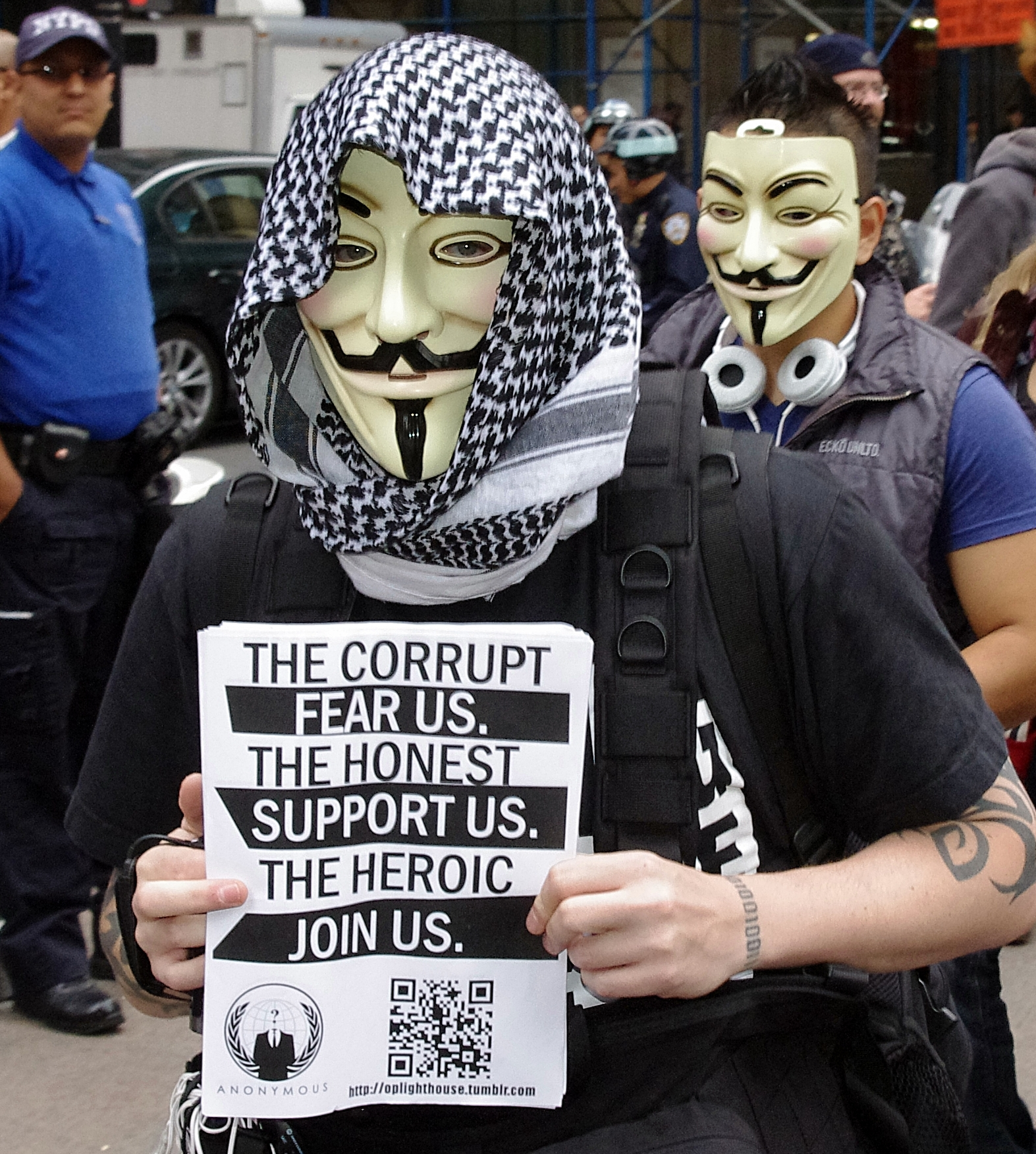
Протестувальник під час акції «Захопи Уолл-Стріт»
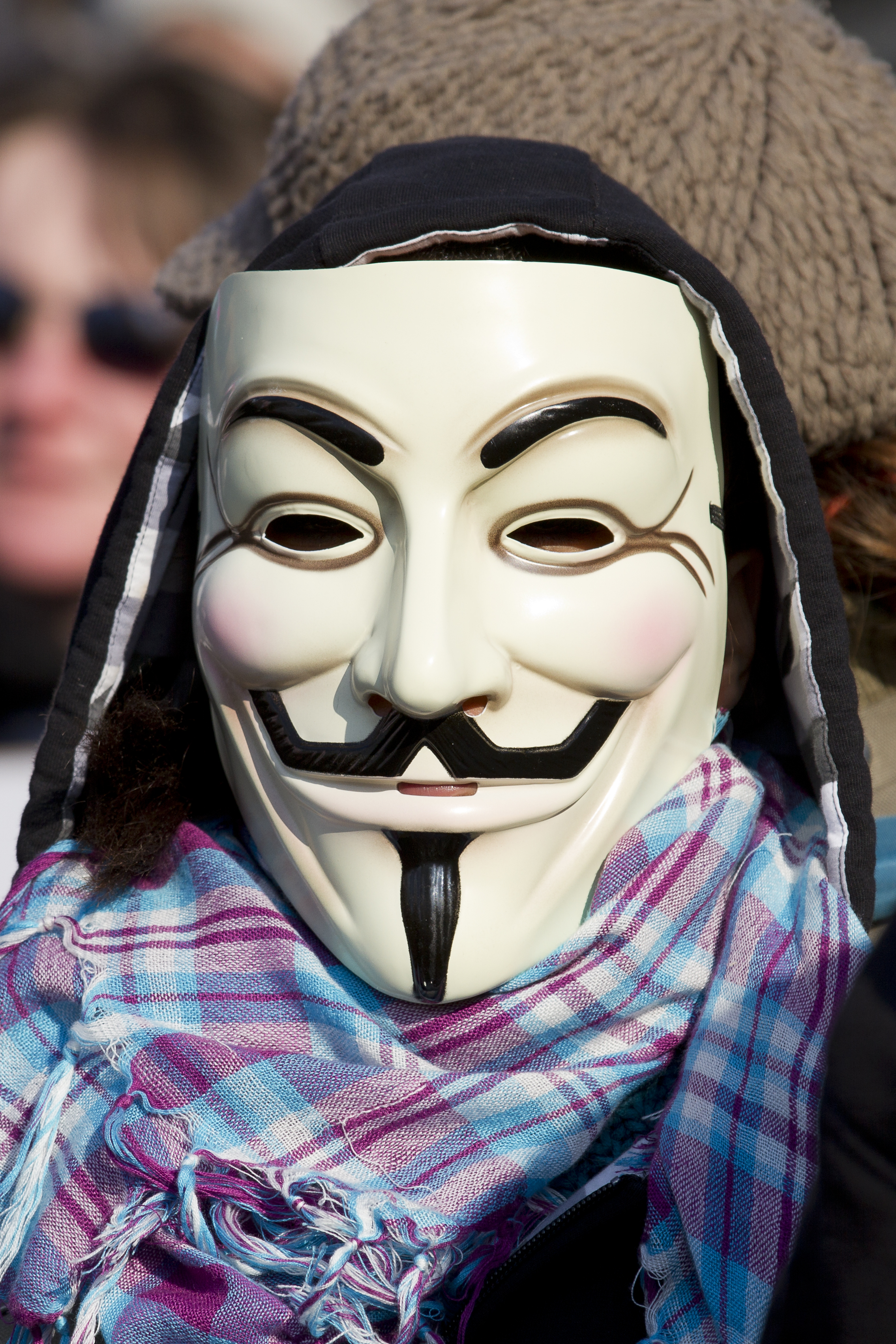
Протестувальник під час акції проти введення законопроєкту ACTA..
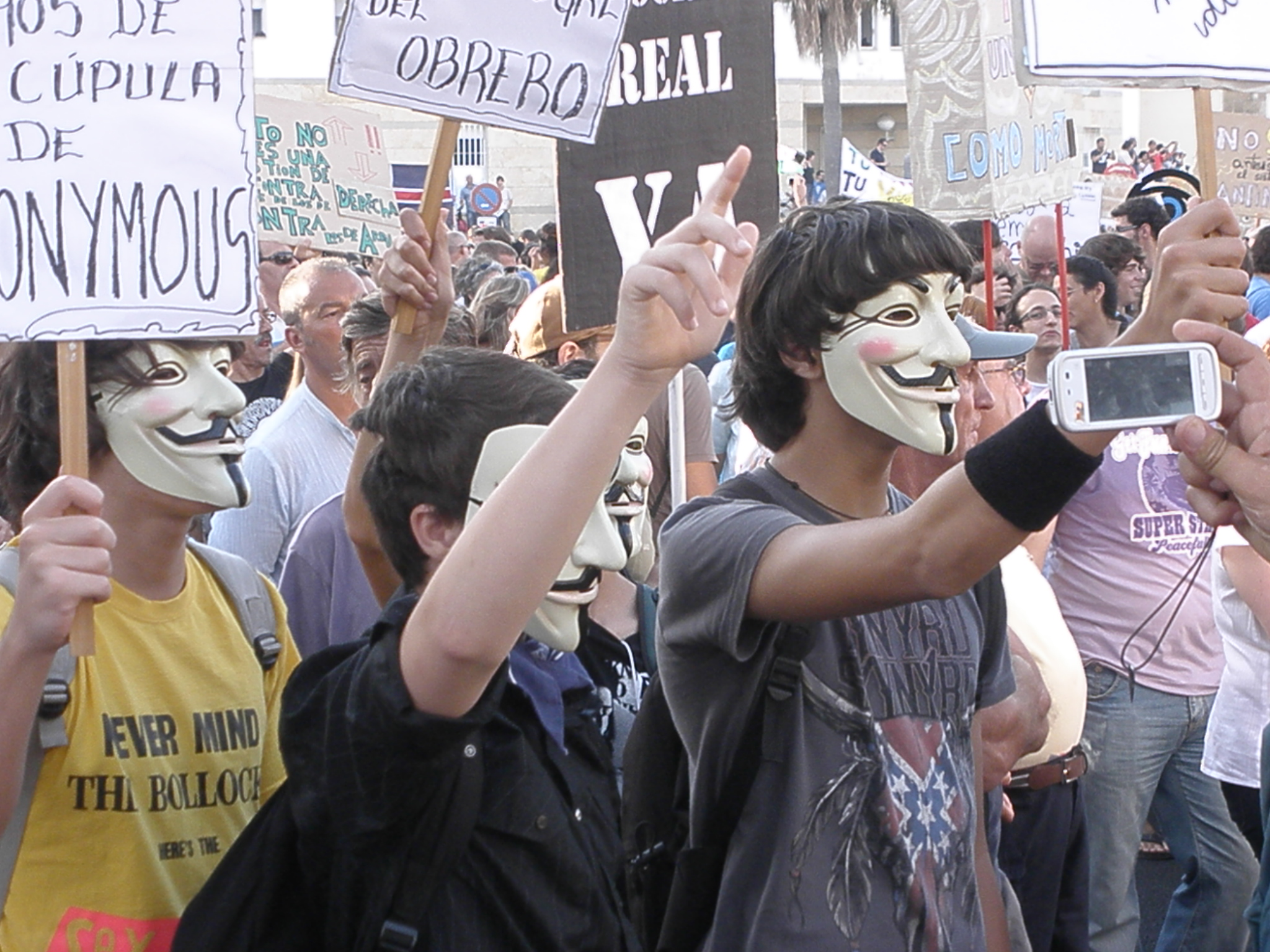
Акції протесту в Мадриді.
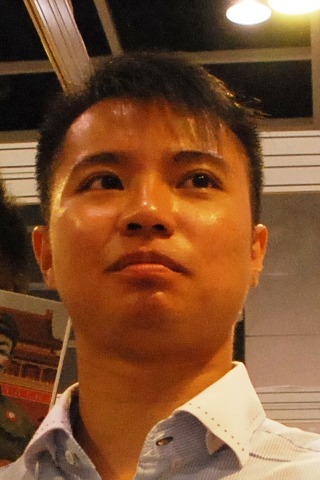
Акції протесту в Гонконзі на захист демократії, Китай
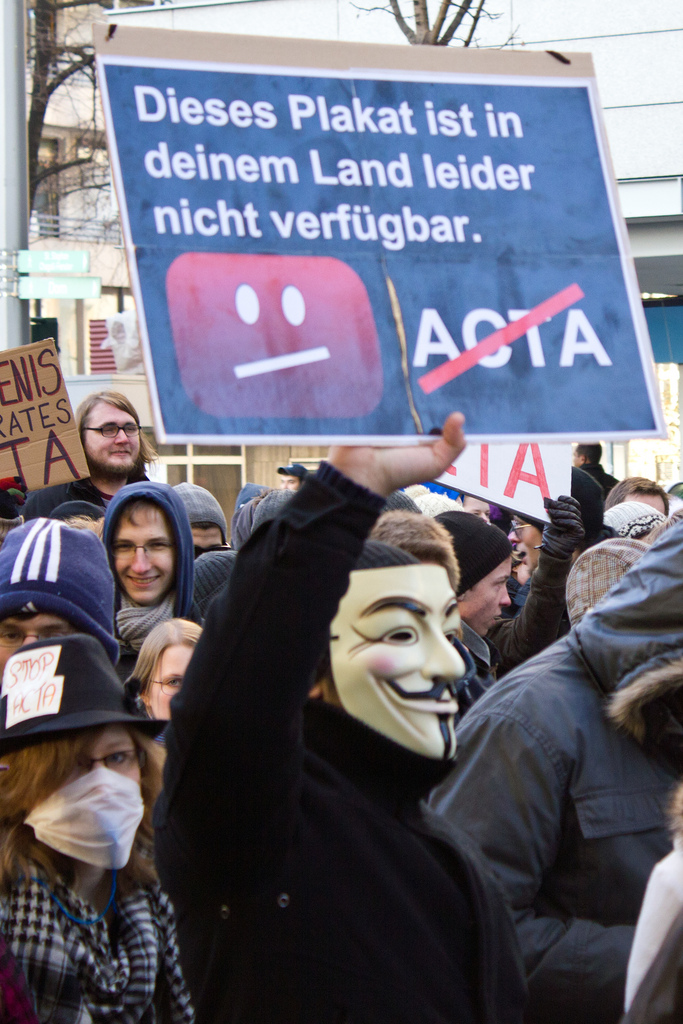
Протестуючі під час акції проти введення законопроєкту ACTA.
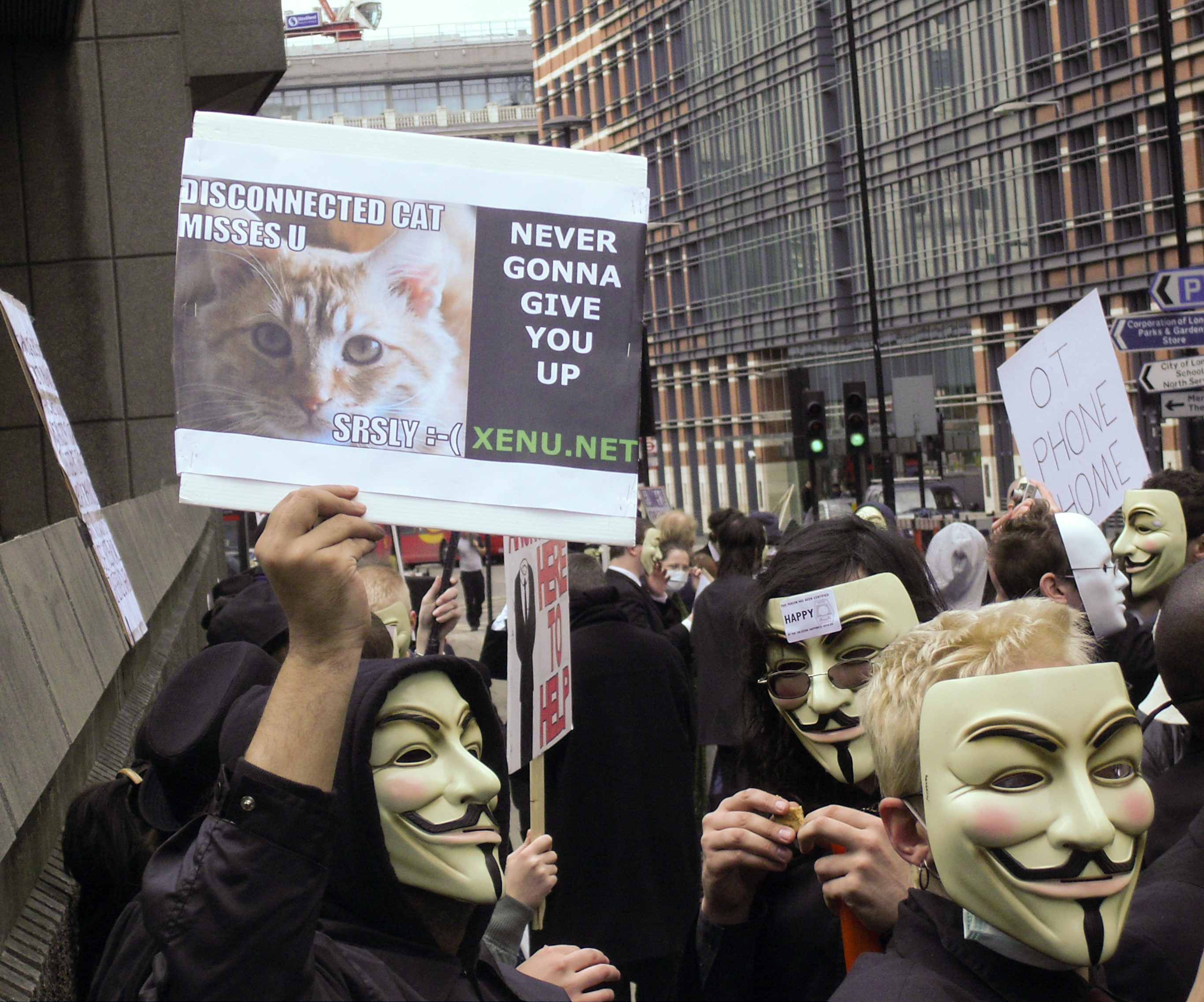
Акції протесту в Лондоні
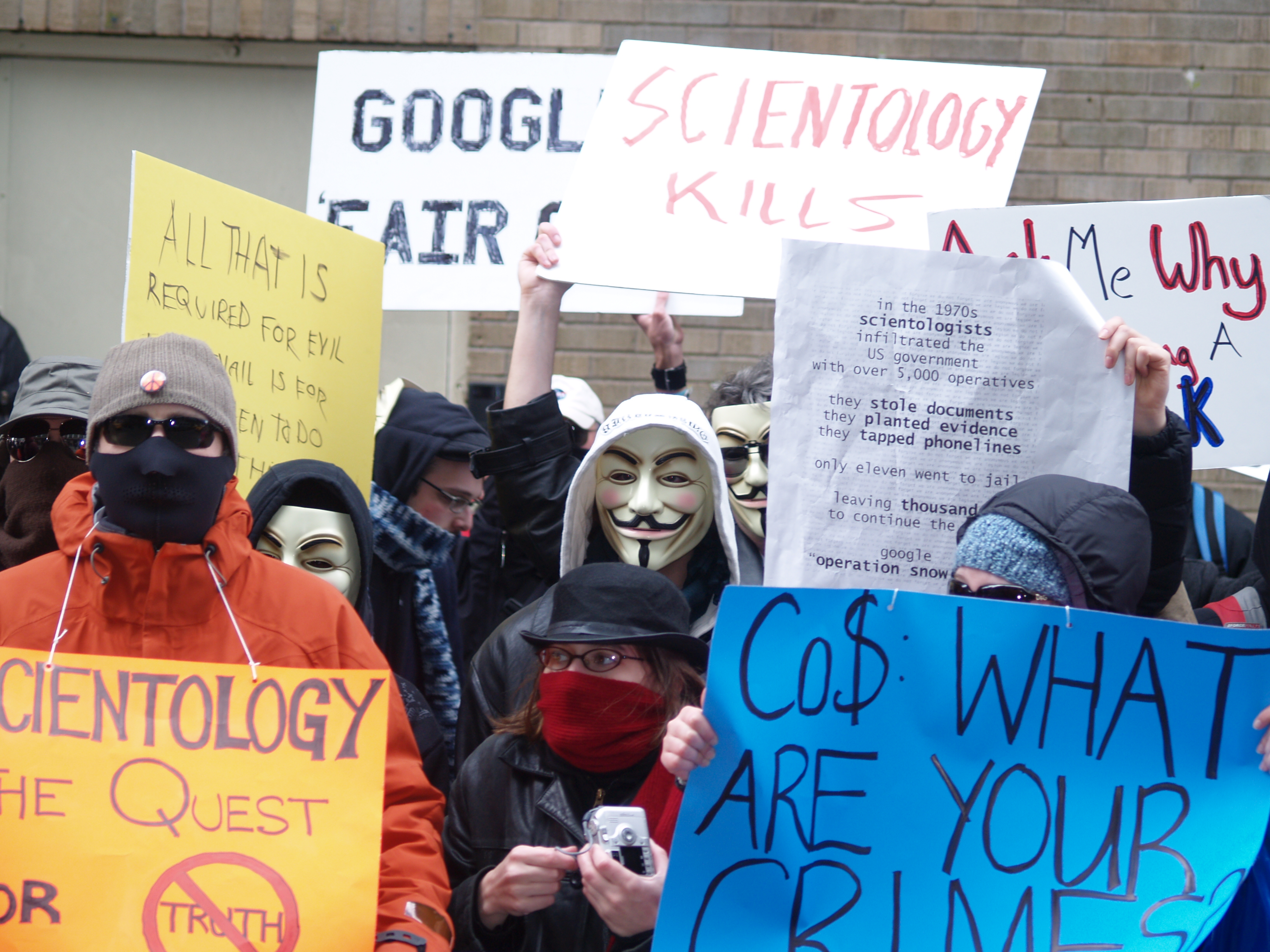
Протести анонімусів против церкви саєнтології
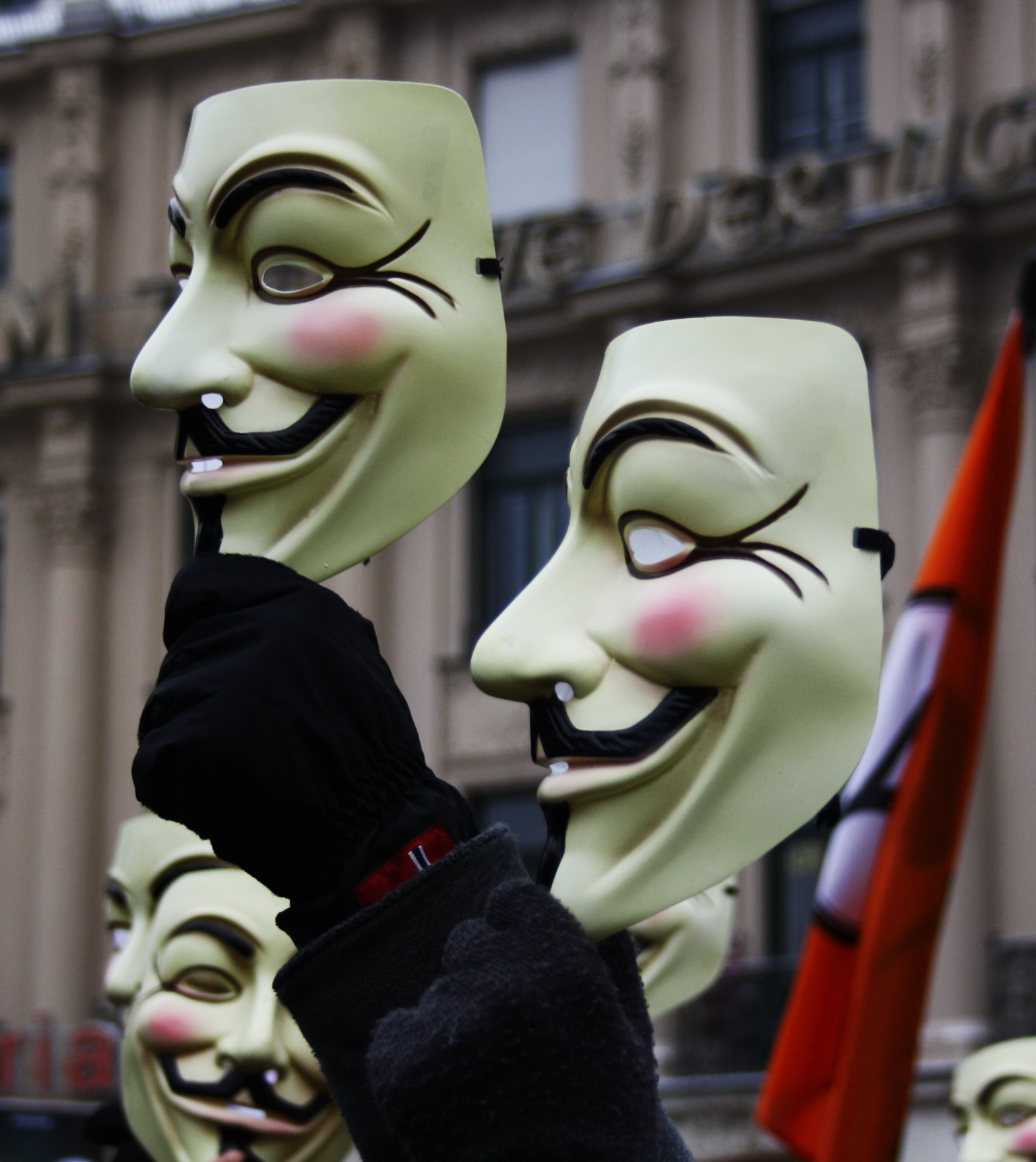
Протестуючі в Мюнхен е під час акції проти введення законопроєкту ACTA.
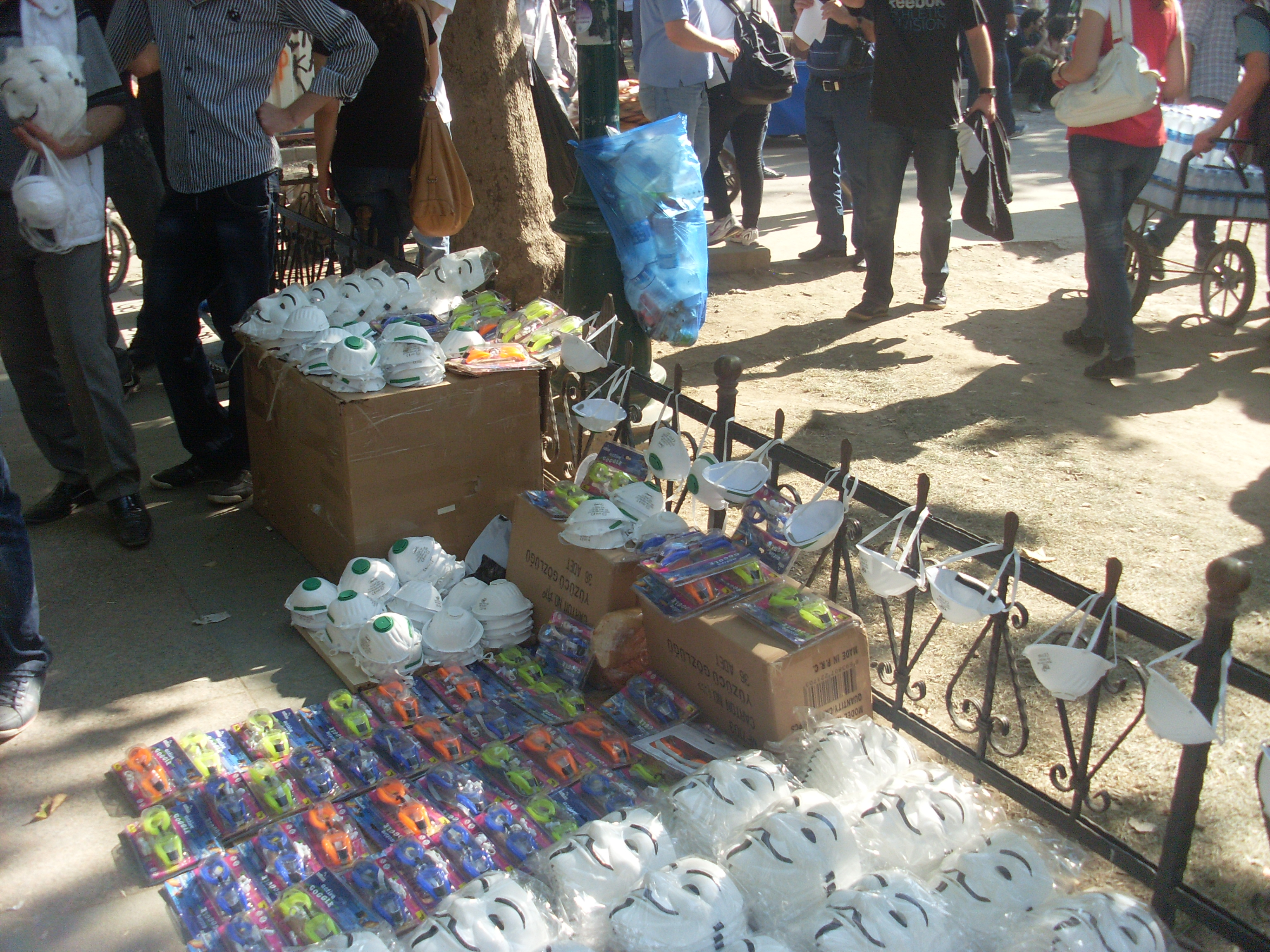
Продаж масок Гая Фокса і респіраторів під час протестів в Туреччині на площі Таксим, 2013